# イリノイ大学アーバナ・シャンペーン校
イリノイ大学アーバナ・シャンペーン校（英語: The University of Illinois at Urbana–Champaign, UIUC）は、アメリカ合衆国イリノイ州の州立大学。3校で構成する「イリノイ大学システム」の旗艦校であり、一般に「イリノイ大学」という場合、本校を指すことが多い。

## 概要
アメリカ東部の名門私立大学群をアイビーリーグと称することから派生した公立の名門校群である「パブリック・アイビー」の1つ。USニュースの大学ランキングでは第11位（2016年）。世界大学ランキングでは、第42位（2024年）と評価された。特に工学系の専攻は世界第4位にランクされた。LED（発光ダイオード）やモサイックは、イリノイ大学における著名な発明の例である。コンピューターサイエンスの強みは特筆に価し、ビル・ゲイツ氏は2004年2月のスピーチで、マイクロソフト社は同大学のコンピュータ・サイエンス学科の卒業生を最も多く採用したことに触れた。ユーチューブの設立者であるスティーブ・チェンも同校工学部コンピューター・サイエンス専攻の出身である。これまで30人の卒業生や教授がノーベル賞を、20人がピューリッツァー賞を受賞している。

## 学部・研究課

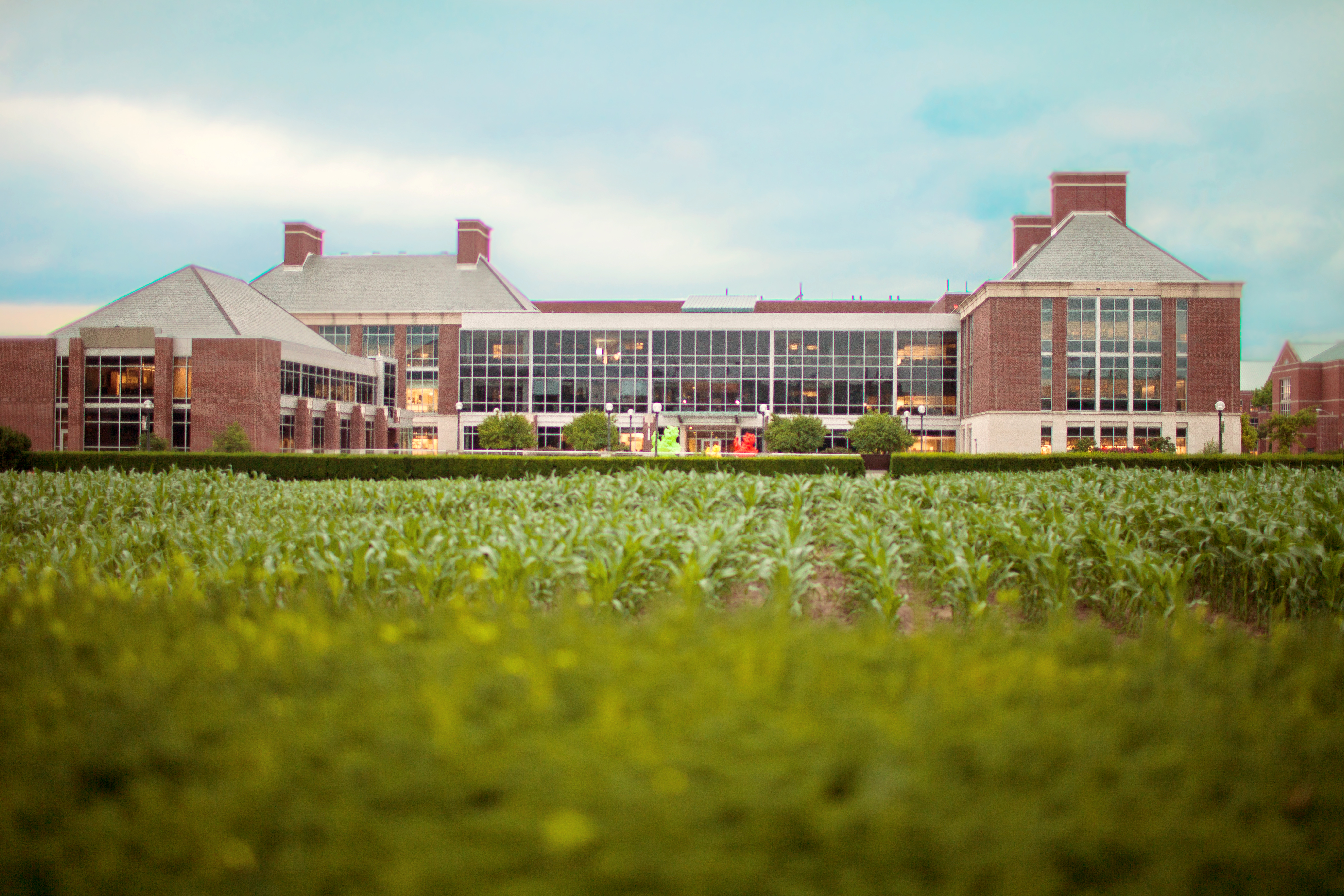
ゲノム生物学棟

### 学部
- 教養学部
- 理学部
- 工学部
- 農学部
- 建築学部
- 経営学部

### 大学院
- 教養大学院
- 公共政策大学院
- 教育大学院
- 工学大学院
- 法科大学院
- 医学大学院
- 経営大学院

## 沿革
1862年に農業及び工業技術開発の促進のため、州が公有地を大学用地として許与するモリル・ランドグラント法が成立。それにより、1867年にイリノイ産業大学として創立、翌1868年3月2日に開校した。1885年にイリノイ大学と名称が変更されたが、1982年にイリノイ大学の他キャンパスと区別するため、現名称であるイリノイ大学アーバナ・シャンペーン校と改められた。イリノイ大学アーバナ・シャンペーン校はイリノイ大学システムの中では最も古く、規模も最大であり、業績・入学難易度共にトップに位置する。

## キャンパス
大学は17の学部で構成され、150以上の専攻を有する。キャンパスは互いに隣接するアーバナ市とシャンペーン市に跨がり、1468エーカー(6平方キロメートル)の敷地に266の建物がある。
キャンパスの主要部は四辺形と呼ばれる長方形の広場で、主として総合・一般教育を行うビルがそれを囲んでいる。南側のフォーリンジャー公会堂を挟んでアンダーグラデュエート・ライブラリーという学部学生用図書館があり、更に南にはアート系、農学系のキャンパスが広がる。北側には1997年に竣工されたグレインジャー新図書館があり、新図書館よりさらに北の部分は工学系のキャンパスである。このように大学の敷地は南北に長いが、その外縁の道を時計回りに循環する2両連結バス（LOOP号等）が運行しており、これは学生証 (ICARD) を提示すれば無料で利用できる。他にも、アーバナ・シャンペーンの2市内のバス (MTD) は、学生であればすべて無料で乗車可能。
これら教室ビルを囲んで学生寮やアパートがあるが、特別な事情がない限り、学生は1年間大学寮に入らなければならない。彼らのほとんどは北東の角に位置するイリノイ・ストリート・レジデンス・ホール（通称ISR）、又は南西の角に位置する6連棟のアイケンベリー・レジデンス・ホール（通称：シックス・パック）に入る。キャンパスから少し離れた場所にある大学病棟のさらに南東にはペンシルベニア・アベニュー・レジデンス・ホール（通称PAR）とフロリダ・アベニュー・レジデンス・ホールがある。
前述のアンダーグラデュエート・ライブラリーの隣には、100年単位の遺伝子実験材料である遺伝子組み換え済みのトウモロコシ畑（20メートルほど）がある。 隣接するサヴォイ町 (Savoy) のウィラード空港は大学の所有地であり、航空学部の実習はここで行わる。本来小型機用に設計された空港ではあるが、中・短距離向けに燃料を補給したボーイング747型機なら離着陸が可能な2,500メートル級滑走路を含め、計4本の滑走路がある。第42代アメリカ合衆国大統領ビル・クリントンが来訪した際、専用機エアフォースワンが滑走路を低速で走行中に排水側溝に脱輪したことがあり、その後、同空港の滑走路脇には再塗装が施された。

## 構成
イリノイ大学アーバナ・シャンペーン校は17の教育研究組織で構成されている。
- Gies College of Business
- College of Agriculture, Consumer, and Environmental Sciences
- College of Applied Health Sciences
- Institute of Aviation
- College of Education
- College of Engineering
- College of Fine and Applied Arts
- Graduate College
- School of Labor and Employment Relations
- College of Law
- College of Liberal Arts and Sciences
- Graduate School of Library and Information Science
- College of Media
- College of Medicine at Urbana–Champaign
- School of Social Work
- College of Veterinary Medicine
- University Honors

## 主な教授・卒業生
これまで21人の卒業生や教授がノーベル賞を、20人がピューリッツァー賞を受賞している。ジョン・バーディーンは「半導体の研究およびトランジスタ効果の発見」と「超伝導現象の理論的解明」により、ノーベル物理学賞を2度受賞した。これまでのところ、ノーベル物理学賞を2回受賞したのはジョン・バーディーンのみである。また、アンソニー・レゲットがノーベル物理学賞、ポール・ラウターバーがノーベル生理医学賞を受賞している。
1977年に「六界説」、1990年に「三ドメイン説」という生物の分類体系を提唱したことで有名なカール・ウーズは、現在イリノイ大学教授である。
YouTube共同創立者のスティーブ・チェンやジョード・カリム、Paypalの共同創立者マックス・レヴチンはイリノイ大学工学部（コンピューターサイエンス専攻）の卒業生。

## 研究機関
黎明期のコンピュータおよびスーパーコンピューティングに名を残したILLIACシリーズ（ILLIAC I、ILLIAC II、ILLIAC III、ILLIAC IV）をはじめ、コンピューティングに関する研究がさかんである。
「2001年宇宙の旅」作中の宇宙船の頭脳であるコンピュータHAL 9000は、本校のあるアーバナにあるという設定のHAL研究所で開発されたという設定になっている。
著名な機関として米国立スーパーコンピュータ応用研究所 (NCSA) がある。ここは（後にネットスケープコミュニケーションズを設立する）マーク・アンドリーセンが画像をレンダリング可能な最初のHTMLブラウザであるMosaicを他のメンバとともに作り上げた場所である。それ以前の1987年には、利用者が仮想的に端末に接続し、計算機資源を遠隔地から利用できるようにするプログラムであるNCSA telnetをつくり出している。
イリノイ大学アーバナ・シャンペーン校とIBMの共同で建設したペタスケール（ペタFLOPS級）のスーパーコンピュータBlue Watersは2011年に完成。

## スポーツ

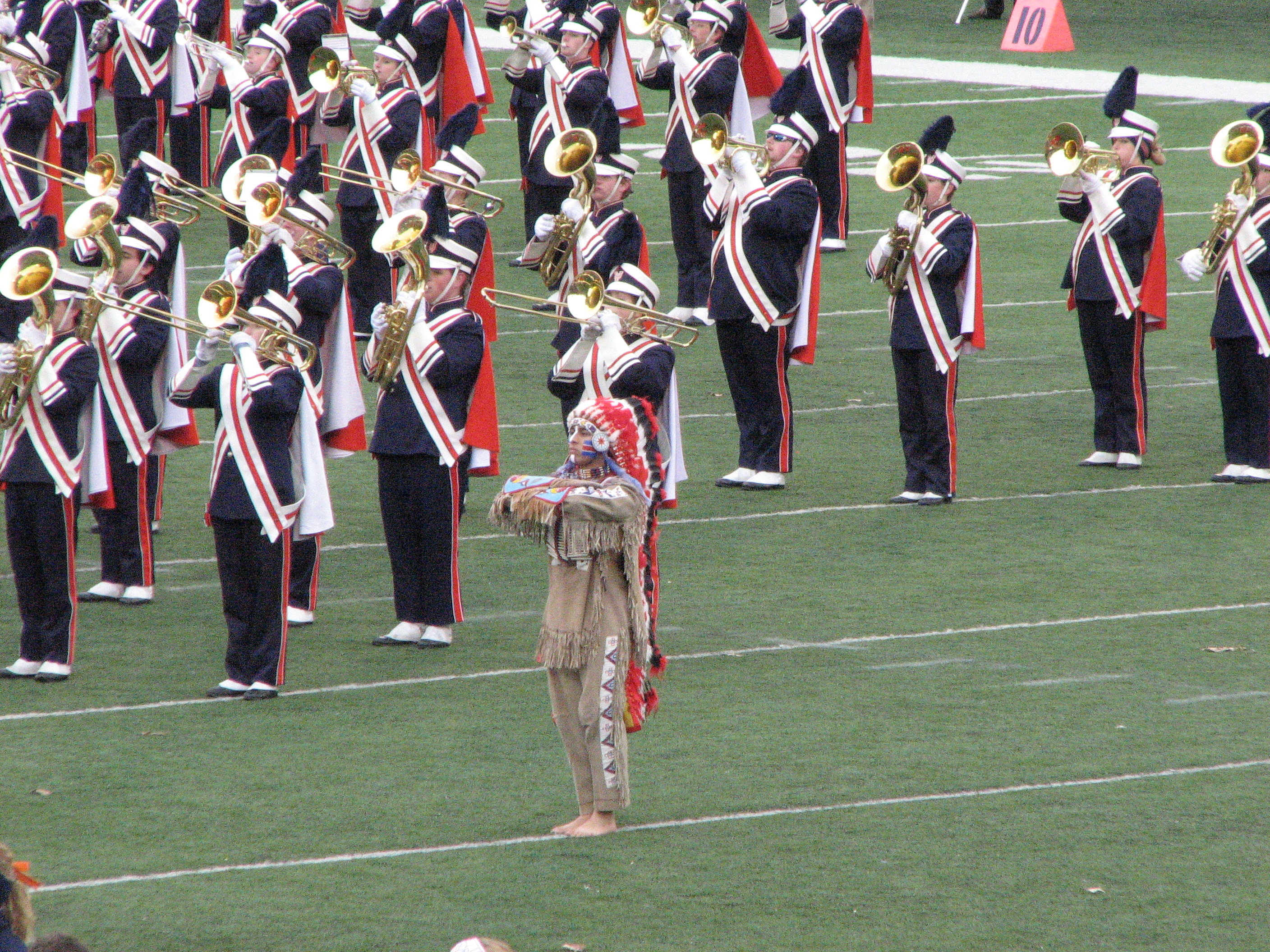
白人学生が演じる「イリニウェク酋長」（手前中央）と「マーチング・イライナイ」

この学校のスポーツチームは「The Fighting Illini（ザ・ファイティング・イライナイ）」（戦うイリニ族）と称し、チーム名は実在のインディアン部族である「イリニ連邦」から借用したものである。
激戦区ビッグ・テン・カンファレンスに所属し、特に男子バスケットボールは全米トーナメントに度々出場する有力チームである。同チームは2005年に37勝2敗という同校史上最高の成績を残した。シーズン中はオハイオ州立大学に僅差で敗れた1敗のみ、ビッグ・テン・トーナメントは優勝、全米トーナメントでも準優勝に輝いた（優勝はノースカロライナ大学）。応援団兼マーチングバンドであるマーチング・イライナイ（The Marching Illini）もまた高い評価を受けている。
大学の運動部のシンボル「インディアン・マスコット」は「イリニウェク酋長」という。インディアン民族 のステレオタイプで、白人学生が演じる。
特定の民族を動物のように扱った人種差別の典型として、この「イリニウェク酋長」と「戦うイリニ族」は、現在もその変更廃止を求める激しい抗議運動を受け、「アメリカインディアン運動」（AIM）、「スポーツとメディアの人種差別に関する全国連合」（NCRSM）を始めとする多数のインディアン団体や個人から批判が続いている。しかしイリノイ大学は現在もその要求に応じる姿勢を見せていない。
本拠地であるメモリアル・スタジアムは、2002年にNFL・シカゴ・ベアーズが従来の本拠地であるソルジャー・フィールドが改修のため暫定的に使用された。

### マスコット
本学のスポーツ・インカレ事業において、イリニウェク酋長あるいは学内で「酋長」（チーフ）と呼ばれるキャラクターは1926年から2007年にわたり大学に公認された。スー族の衣装をまとって登場する姿に対して、複数の団体は民族的ステレオタイプを助長するとして抗議し、ネイティブアメリカンの人物や先住民の習慣をそのような形で使用することは不適切と訴えた。全米大学体育協会は2005年8月、本学が「敵対的または虐待的な」画像を使用することに反対を表明した。本学理事会は当初、酋長に関する決定に合意する姿勢で対処するよう提案していたが、2007年には酋長とその名称、画像および大学の決めた衣装を公式に廃止するべきと決定した。ところが、学生の一部は非公式に酋長を保とうとしており、学内で論争は続いている。先住民の学生は酋長の画像がキャンパスに残る限り、侮辱されたと感じるという苦情は続いている。
この論争解決の取り組みには特設委員会の作業が含まれ、すべての立場を代表する参加者600人超を含む「批判的対話」の報告書を発表した。